# François Gérard
François-Pascal Simon baron Gérard (Rome, 12 maart 1770 – Parijs, 11 januari 1837) was een Frans kunstschilder.

## Leven en werk
Gérard was een zoon van een Fransman en een Italiaanse moeder. Al op jonge leeftijd verhuisde het gezin naar Parijs. Aanvankelijk wilde Gérard beeldhouwer worden en werd leerling van Augustin Pajou. Hij toonde echter meer belangstelling voor de schilderkunst en werkte daartoe vanaf 1791 onder de hoede van Jacques-Louis David. Hij ontwikkelde zich tot een van diens beroemdste leerlingen.
Gérard was een classicistisch schilder en verwierf grote faam door zijn portretten van beroemdheden. Ook schilderde hij historische en mythologische taferelen. Zijn stijl vond aan het eind van de 18e eeuw veel navolgers.
Gérard had slechts enkele leerlingen, waaronder de Zwitserse kunstschilderes Barbara Bansi (1777-1863) en Marie-Éléonore Godefroid. Godefroid werd 1805 zijn assistent, en trok in 1812 bij hem en zijn vrouw in, tot na zijn overlijden.
In 1819 werd hij vanwege zijn verdiensten door koning Lodewijk XVIII, wiens hofschilder hij was, in de adelstand verheven. Tevens werd hij door de Franse regering benoemd in het Legioen van Eer.

## Galerij

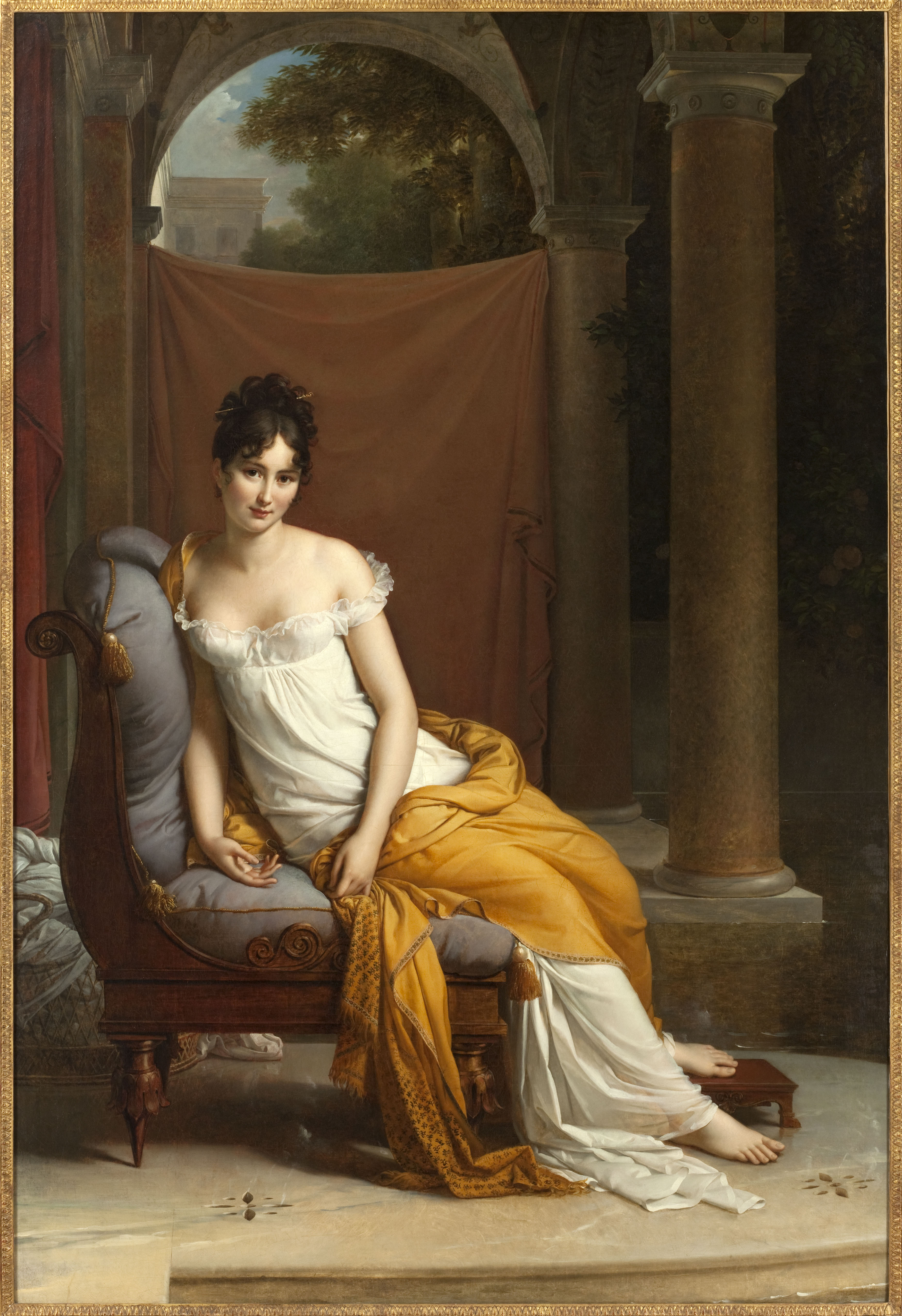
Portrait de Juliette Récamier
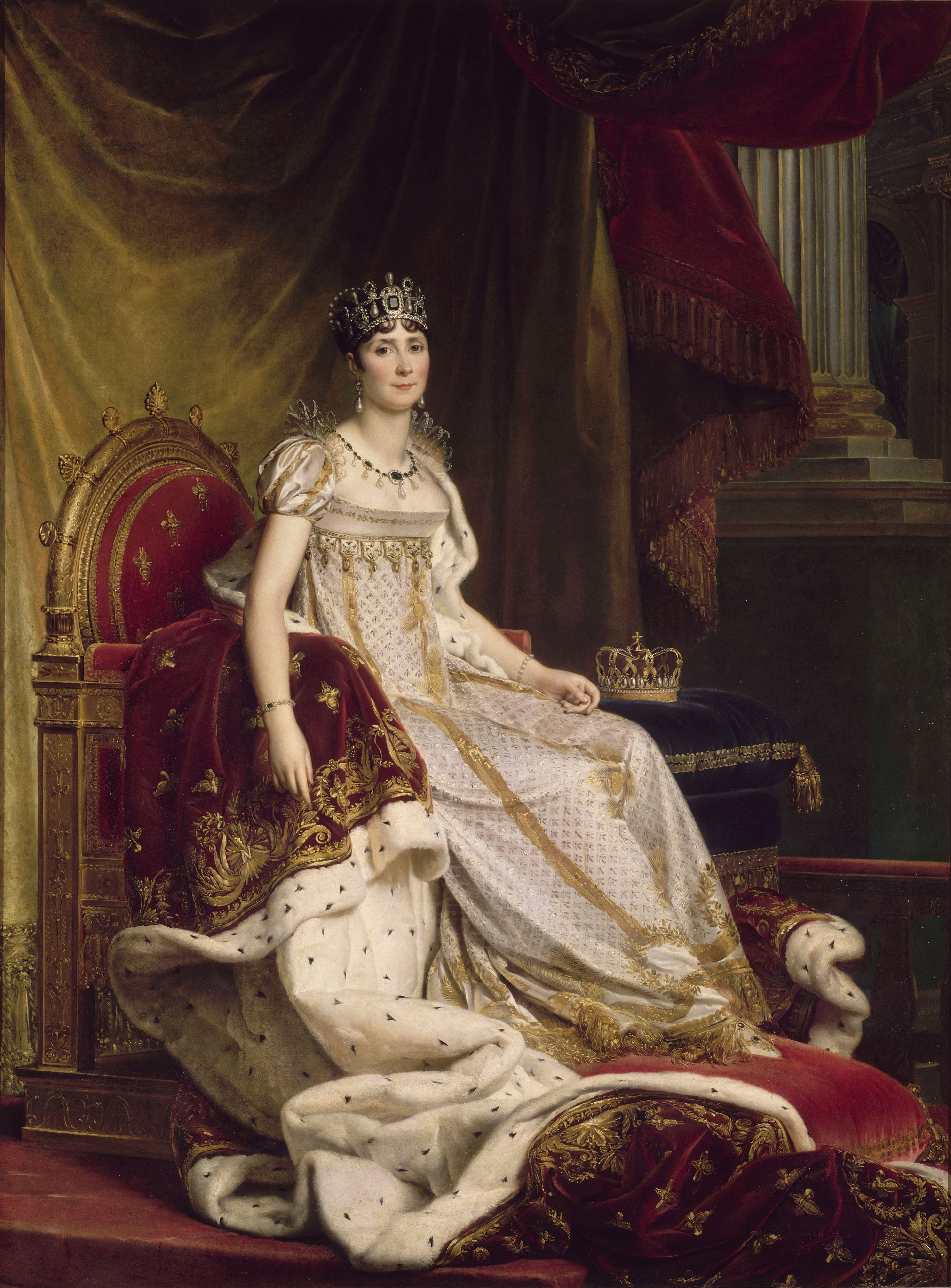
Josephine als keizerin
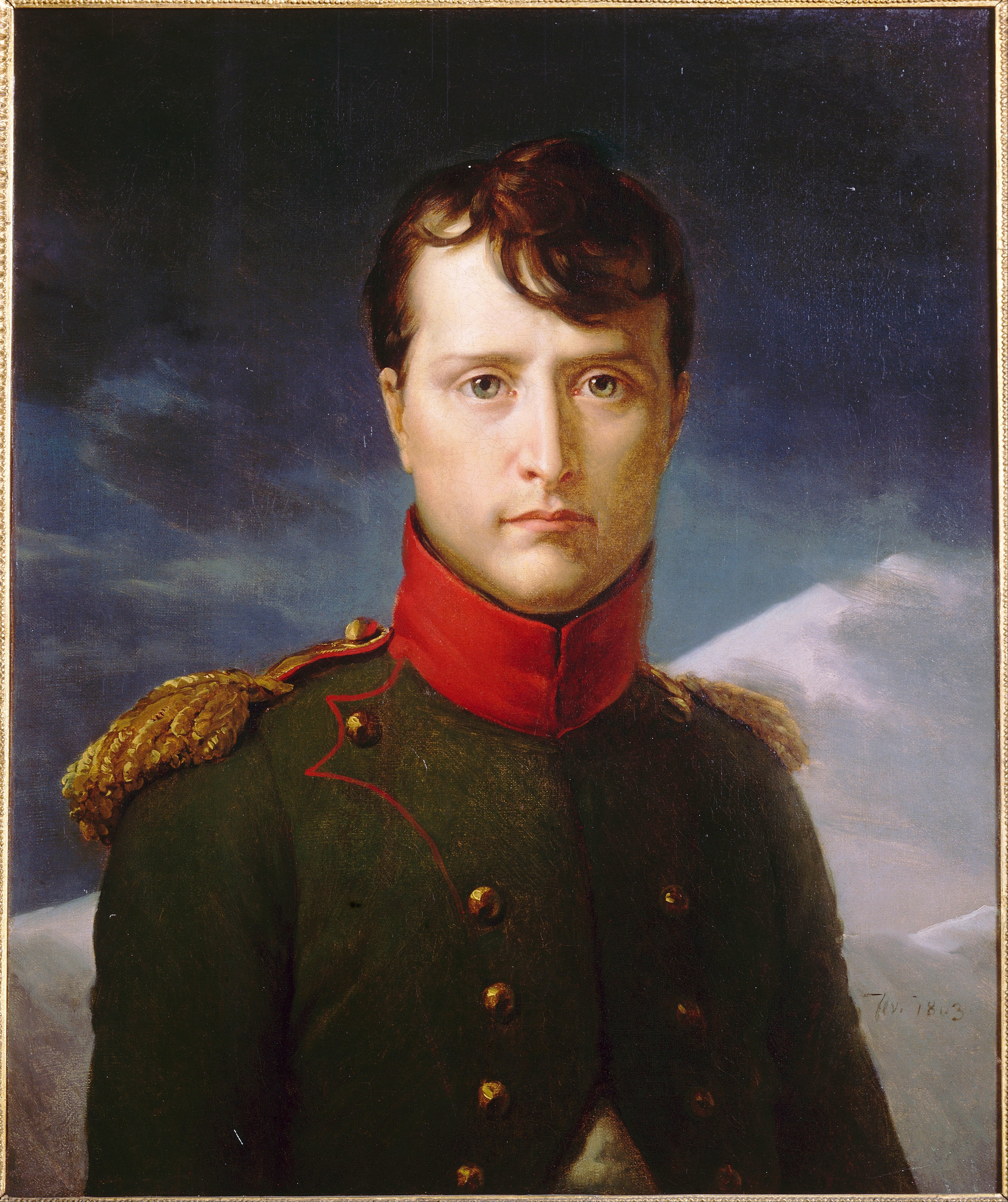
Napoleon Bonaparte
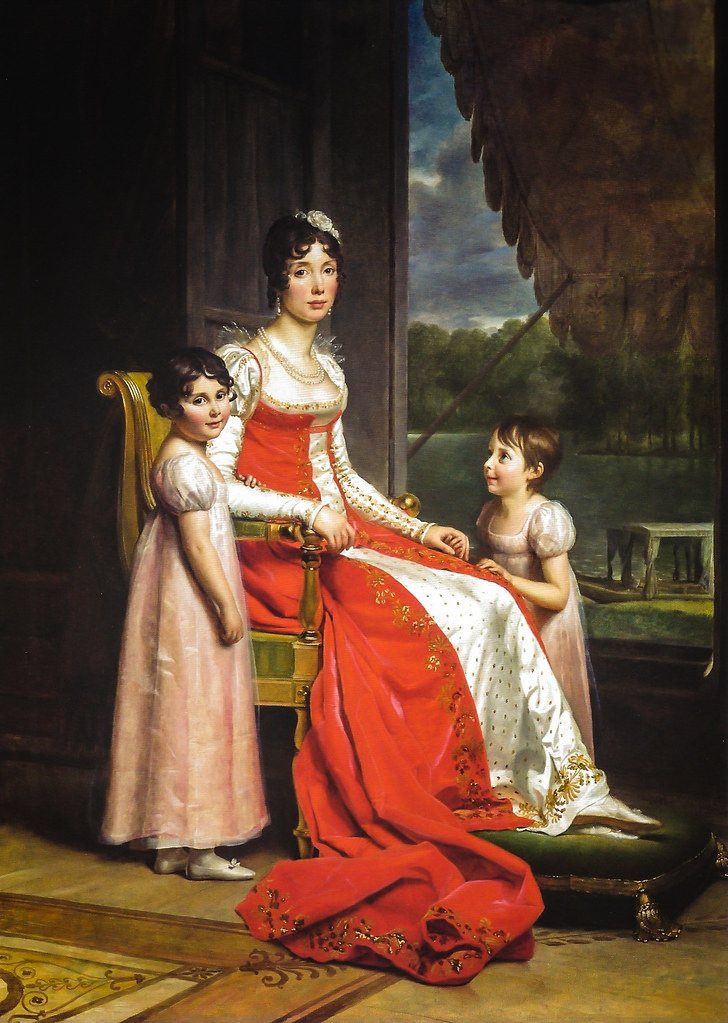
Julie Bonaparte met haar dochters